# Tacnai zászlómenet
A zászlómenet a dél-perui Tacna város évente megtartott hazafias jellegű, katonai és civil felvonulással egybekötött rendezvénye, amely a város Chilétől Peruhoz történő visszatérését ünnepli. A helyiek jó része ugyanis felszabadulásként élte meg, amikor 1929-ben az általuk elnyomásnak érzett chilei uralom véget ért.

## Története
A csendes-óceáni háború következtében 1883-ban Peru és Chile megkötötte az ancóni szerződést, aminek értelmében többek között Tacna városa és annak térsége is chilei fennhatóság alá került. Bár a szerződés értelmében tíz év múlva népszavazást kellett volna tartani, amellyel eldönthették volna, a helyiek melyik országhoz szeretnének tartozni, Chile folyamatosan akadályozta és halasztotta a szavazás megtartását.
1901-ben, a július 28-i perui függetlenséget ünneplő nemzeti ünnep előtti napokban az El Porvenir („a jövő”) nevű kölcsönös segélyező társaság azzal a kéréssel fordult a chilei hatóságokhoz, hogy járuljanak hozzá a perui ünnep megtartásához, ahol többek között egy arannyal hímzett zászló is megáldásra került volna. Kezdetben a kérést elutasították, de később azzal feltétellel mégis engedélyezték, hogy a zászló utcán történő hordozása közben tilos a lakosságtól bármilyen hazafias jellegű megnyilvánulás. A kérelmezők, bár féltek attól, hogy ezt az emberek nem fogják tudni betartani, és csatatérré változhat a város, mégis megmaradtak tervüknél, és július 28-án megtartották az első zászlómenetet. Reggel a lakosok jó része összegyűlt a Szent Ramón-templomban, ahol Alejandro Manrique plébános megáldotta a zászlót, szentbeszédében az embereket pedig arra buzdította, továbbra is tartsák meg szeretetüket isten és Peru iránt. A homília végeztével a tömeg kitódult a templomból, és elfoglalta a környező utcákat, ahol a zászló megjelenésekor sokan térdre ereszkedtek, és teljes némaságba burkolózva tettek eleget a chileiek által szabott feltételnek. A zászlóhordozók elindultak az utcákon, őket pedig csendben követték az emberek, mintha valamilyen vallási jellegű körmenet zajlana éppen.
Bár a népszavazást később sem tartották meg, a limai egyezmény értelmében végül 1929. augusztus 28-án Tacna és környéke visszakerült Peruhoz. Ennek emlékére most már nem a júliusi függetlenségi évforduló alkalmából, hanem augusztus 28-án tartják meg a zászlómenetet, amelynek során egy hatalmas méretű perui zászlót hordoznak végig a város legfőbb utcáin, majd felvonják egy rúdra. Nem csak a lakosság vesz részt nagy számban ezen az ünnepen, de a turisták körében is népszerű. Az utcák mentén a házak erkélyeiről sokan a város jellegzetes virágának, a murvafürtnek a szirmait szórják a menetelőkre és a zászlóra.
2009-ben a Nemzeti Kulturális Intézet a tacnai zászlómenetet nemzeti kulturális örökséggé nyilvánította.

## Képek

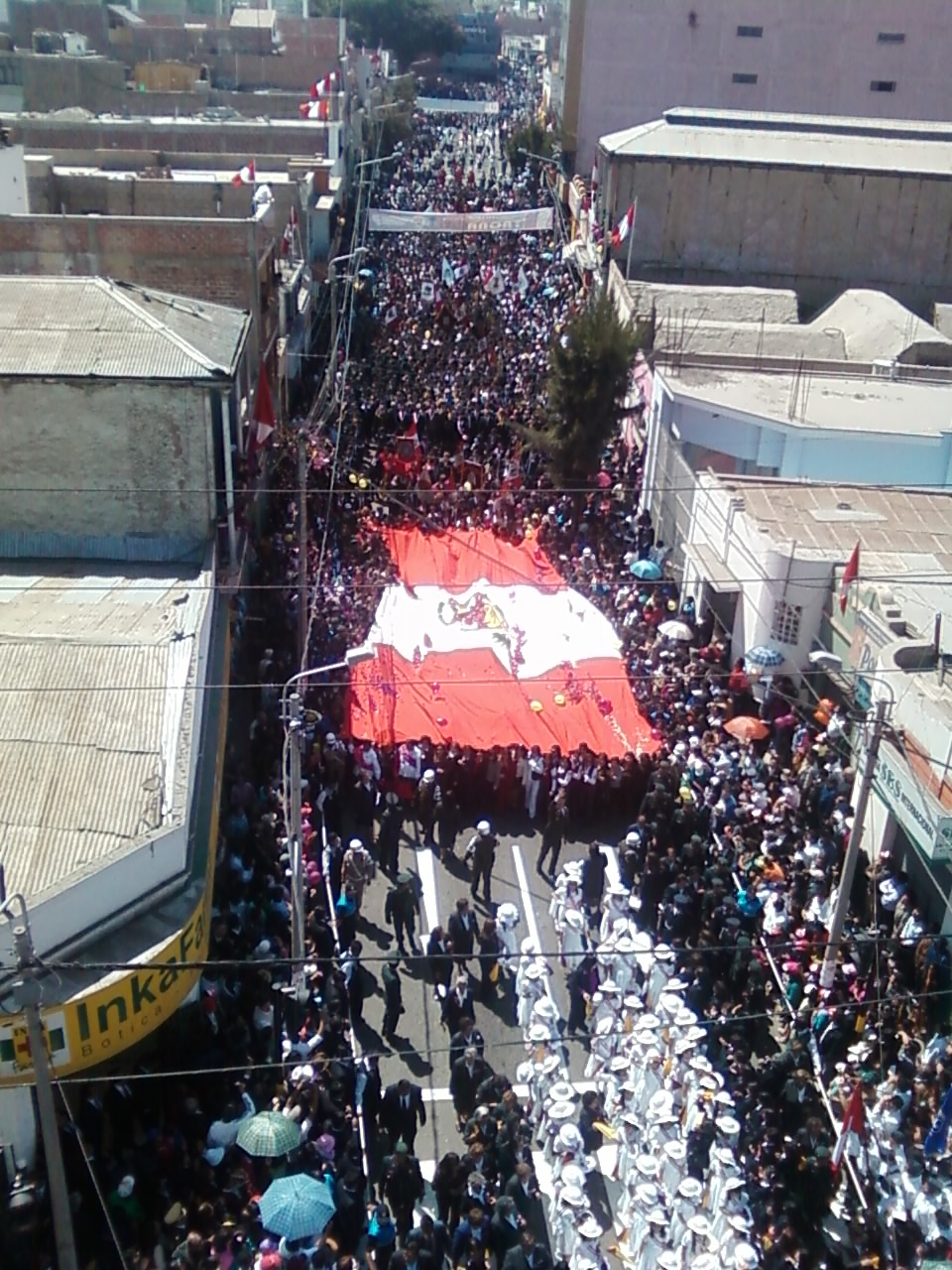
A magasból nézve
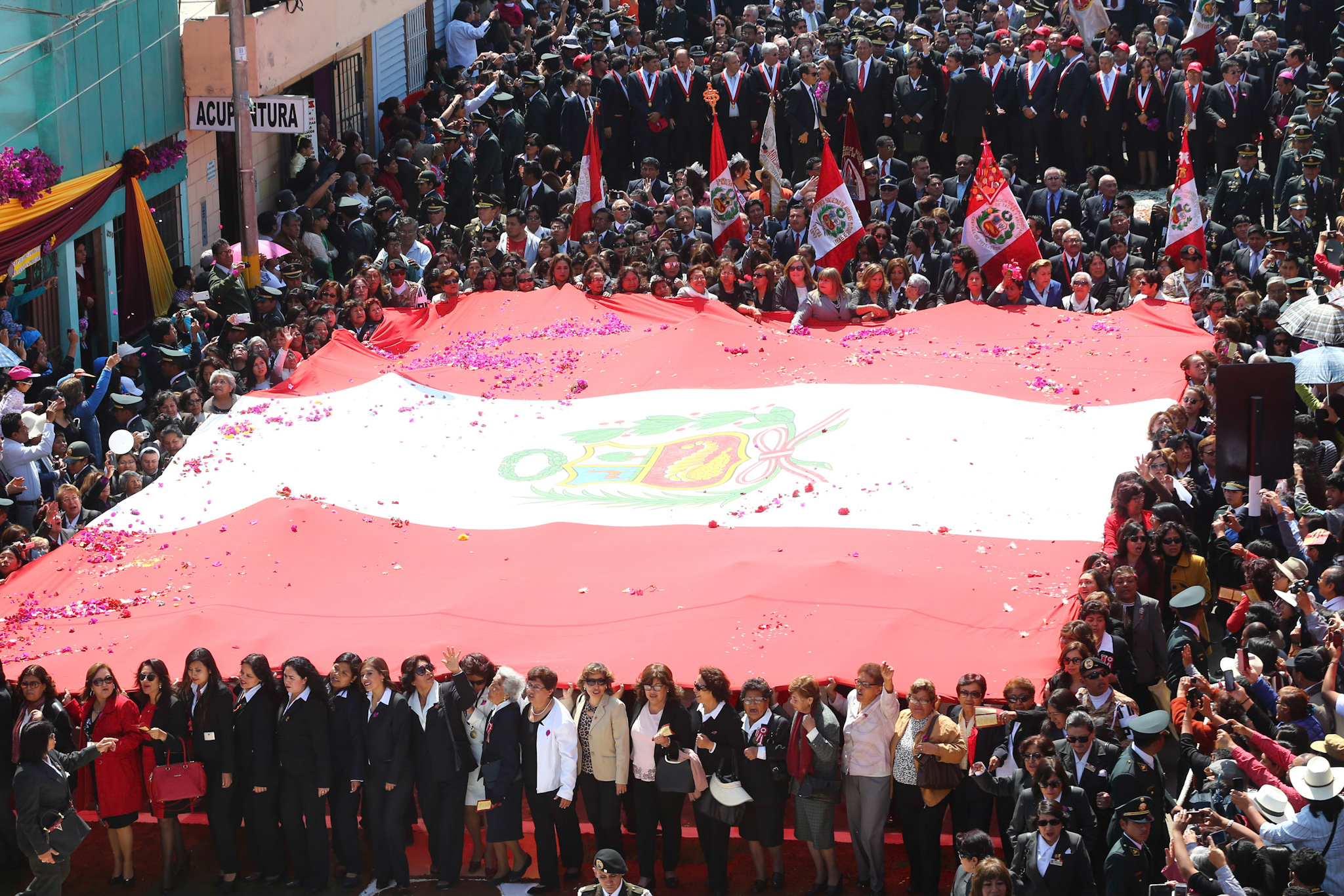
A hatalmas zászló
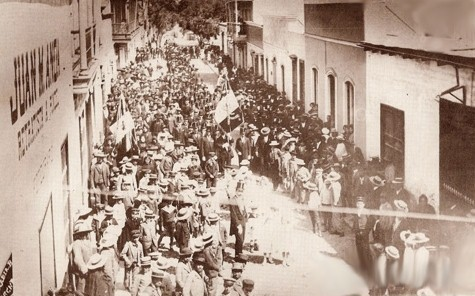
Kép 1901-ből, az első menetről
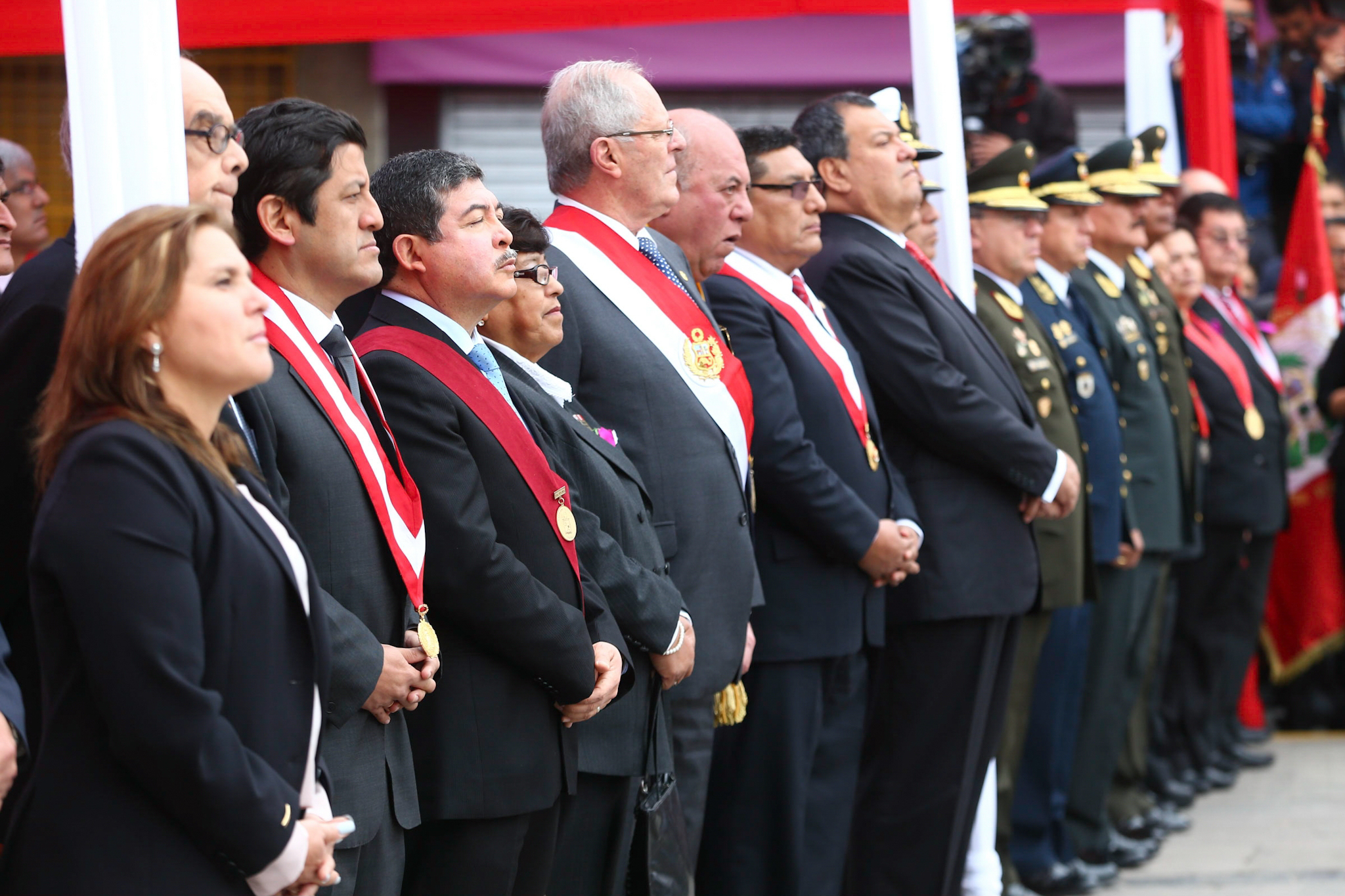
Politikusok és katonák a rendezvényen